# Young Ideas (film 1924)
Young Ideas è un film muto del 1924 diretto da Robert F. Hill. La sceneggiatura di Hugh Hoffman si basa su Relative Values, racconto di Sophie Kerr pubblicato in Saturday Evening Post del 27 gennaio 1923.

## Trama
Octavia Lowden mantiene con il suo lavoro la sorella, il fratello, lo zio, la zia, e la nonna. Nessuno di questi - tranne la nonna - cerca di aiutarla, adducendo ognuno qualche disturbo che gli impedisce di lavorare. Pritchett Spence, il datore di lavoro di Octavia, quando viene a conoscenza di questa situazione anomala, attira la ragazza lontano dai suoi e la mette in quarantena. Rimasti senza fonte di sostentamento, i membri della famiglia devono per forza darsi da fare per trovare subito un lavoro mentre, nel frattempo, Octavia può finalmente trovare il tempo da dedicare alla sua storia romantica con Pritchett.

## Produzione
Il film fu prodotto dalla Universal Pictures con il titolo di lavorazione Relativity.

## Distribuzione
Il copyright del film, richiesto dalla Universal Pictures, fu registrato il 17 giugno 1924 con il numero LP20313.

Distribuito dalla Universal Pictures e presentato da Carl Laemmle, il film uscì nelle sale statunitensi il 7 luglio 1924.
Copia completa della pellicola si trova conservata negli archivi dell'EYE Film Instituut Nederland di Amsterdam.